# Rachel Roberts (actrice britannique)
Pour les articles homonymes, voir Rachel Roberts et Roberts.
Rachel Roberts, née le 20 septembre 1927 à Llanelli (Pays de Galles) et morte le 26 novembre 1980 à Los Angeles (Californie), est une actrice britannique.

## Biographie
Rachel Roberts est née le 20 septembre 1927 à Llanelli au Pays de Galles où son père était pasteur baptiste. En dépit d’un environnement puritain, son enfance est marquée par un goût prononcé pour le déguisement et par un besoin d’attirer l’attention. En 1955, elle est diplômée de la Royal Academy of Dramatic Art de Londres. Elle joue alors dans les pièces de théâtre à Swansea et Stratford. En 1955, elle épouse l’acteur Alan Dobie. Toutefois le couple se sépare assez rapidement et le divorce est prononcé en 1961. En octobre 1960, elle rencontre l’acteur Rex Harrison durant le montage d’une pièce d’Anton Tchekhov. Ils se marient à Gênes en 1962 alors que Rex Harrison est engagé sur le tournage de Cléopâtre en Italie. Le couple s’installe ensuite à Hollywood dans le luxe et la célébrité. Toutefois face aux infidélités de Rex, Rachel oscille entre amour, haine et jalousie. Psychologiquement instable et devenue alcoolique, elle devient une source récurrente de scandale. Richard Burton, qui n’avait rien d’un ange, la qualifiait ainsi de « maniaque, totalement démente, stupidement ivre, totalement incontrôlable, un cas fou d’alcoolisme ».
À la suite d'un énième scandale lors d’une première à laquelle des membres de la famille royale assistaient, le couple se sépare en décembre 1969. Rachel ne le supporte pas. Elle va alors ensuite régulièrement alterner intoxications médicamenteuses et hospitalisations. Le 26 novembre 1980, à l'âge de 53 ans, elle se suicide en ingérant des médicaments et de l’herbicide.

## Filmographie sélective
- 1953 : Valley of Song (en) de Gilbert Gunn : Bessie Lewis
- 1953 : The Limping Man de Cy Endfield : Barmaid
- 1954 : Filles sans joie (The Weak and the Wicked) de J. Lee Thompson : Pat, pregnant inmate
- 1954 : The Crowded Day (en) de John Guillermin : Maggie
- 1957 : The Good Companions de J. Lee Thompson : Elsie et Effie Longstaff
- 1959 : Notre agent à La Havane (Our Man in Havana) de Carol Reed : Prostituée (non crédité)
- 1960 : Samedi soir, dimanche matin (Saturday Night and Sunday Morning) de Karel Reisz : Brenda
- 1961 : Girl on Approval de Clive Donner : Anne Howland
- 1963 : Le Prix d'un homme (This Sporting Life) de Lindsay Anderson : Mrs. Margaret Hammond
- 1968 : La Puce à l'oreille (A Flea in Her Ear) de Jacques Charon : Suzanne de Castilian
- 1970 : The Reckoning de Jack Gold : Joyce Eglington
- 1971 : Femmes de médecins (Doctors' Wives) de George Schaefer: Della Randolph
- 1971 : Deux Hommes dans l'Ouest (Wild Rovers) de Blake Edwards : Maybell (town madam)
- 1973 : Alpha Beta : Nora Elliot
- 1973 : The Belstone Fox de James Hill : Cathie Smith
- 1973 : Le Meilleur des mondes possible (O Lucky Man!) de Lindsay Anderson : Gloria Rowe / Madame Paillard / Mrs. Richards
- 1974 : Le Crime de l'Orient-Express (Murder on the Orient Express) de Sidney Lumet : Hildegarde Schmidt
- 1975 : Pique-nique à Hanging Rock (Picnic at Hanging Rock) de Peter Weir : Mrs. Appleyard
- 1978 : Drôle d'embrouille (Foul Play) de Colin Higgins : Delia Darrow / Gerda Casswell
- 1979 : Yanks de John Schlesinger : Mrs. Clarrie Moreton
- 1979 : Terreur sur la ligne (When a Stranger Calls) de Fred Walton : Dr Monk
- 1981 : Charlie Chan et la Malédiction de la Reine-Dragon (Charlie Chan and the Curse of the Dragon Queen) de Clive Donner : Mrs. Dangers